# Karische Poort
De Karische Poort (Russisch: Карские Ворота; Karskieje Vorota) is een smalle zeestraat in de Noordelijke IJszee die het zuidelijke eiland Joezjni van Nova Zembla in het noorden scheidt van het eiland Vajgatsj voor de kust van noordelijk Europees Rusland. Ze vormt de verbinding tussen de Barentszzee in het westen en de Karazee in het oosten. De Karische Poort heeft een lengte van 33 kilometer en een breedte van 45 kilometer met een minimale diepte van 52 meter. Het grootste deel van het jaar is de straat bevroren en bedekt met ijs.